# خزان ترسيب (جيولوجيا)
في علم الجيولوجيا، خزان الترسيب هو أي منخفَض طبوغرافي تتراكم فيه الرواسب بشكل كبير مع مرور الوقت. وقد يختلف حجم خزان الترسيب ويتراوح من حجم بحيرة صغيرة ويصل إلى حجم حوض كبير مثل الخليج الفارسي.